# زاهاری ستویانووو (استان دوبریچ)
زاهاری ستویانووو (به بلغاری: Zahari Stoyanovo) یک منطقهٔ مسکونی در بلغارستان است که در شهرستان شابلا واقع شده‌است.